# 흐베르겔미르
흐베르겔미르(고대 노르드어: Hvergelmir→부글부글 끓어오르는 샘)는 노르드 신화에 등장하는 장소이다.
《고 에다》 중 〈그림니르가 말하기를〉에 따르면 수사슴 에이크쉬르니르의 뿔에서 방울져 떨어져 내린 물이 흐베르겔미르에 떨어져 고이고, 그곳에서 세상의 모든 물이 발원한다. 《신 에다》에서는 위 서술을 반복하면서 흐베르겔미르가 니플헤임에 있으며 세계수 위그드라실이 뿌리를 드리운 세 개의 샘물 중 하나(나머지 둘은 우르다르브룬느와 미미스브룬느)라는 내용이 부연된다. 또 흐베르겔미르 안에는 엄청난 수의 뱀들이 들끓고 있으며 드래곤 니드호그가 산다.

## 같이 보기
- 우르다르브룬느
- 미미스브룬느